# Linda Christian
Linda Christian, geboren als Blanca Rosa Welter, (Tampico, 13 november 1923 - Palm Springs, 22 juli 2011) was een Mexicaans actrice, die zowel in de Mexicaanse filmindustrie als in Hollywood actief was. Ze speelde onder meer Mara in de laatste Tarzanfilm van Johnny Weissmuller (Tarzan and the Mermaids uit 1948) en de allereerste bondgirl ooit, in de televisiefilm Casino Royale uit 1954.

## Jonge jaren
Christian was de dochter van vader Gerardus Jacob Welter, een Nederlandse ingenieur van Royal Dutch Shell, en moeder Blanca Rosa Vorhauer van Mexicaanse afkomst. Tijdens haar jeugd verhuisde Christian vaak, onder andere naar Zuid-Amerika en Europa. Als gevolg van deze vele verhuizingen groeide Christian meertalig op. Ze leerde onder meer vloeiend Frans, Engels, Duits, Spaans, Nederlands en Italiaans.
Christian had een jongere zus (actrice Ariadna Gloria Welter) en twee broers (Gerardus Jacob Welter en Edward Albert Welter).

## Carrière

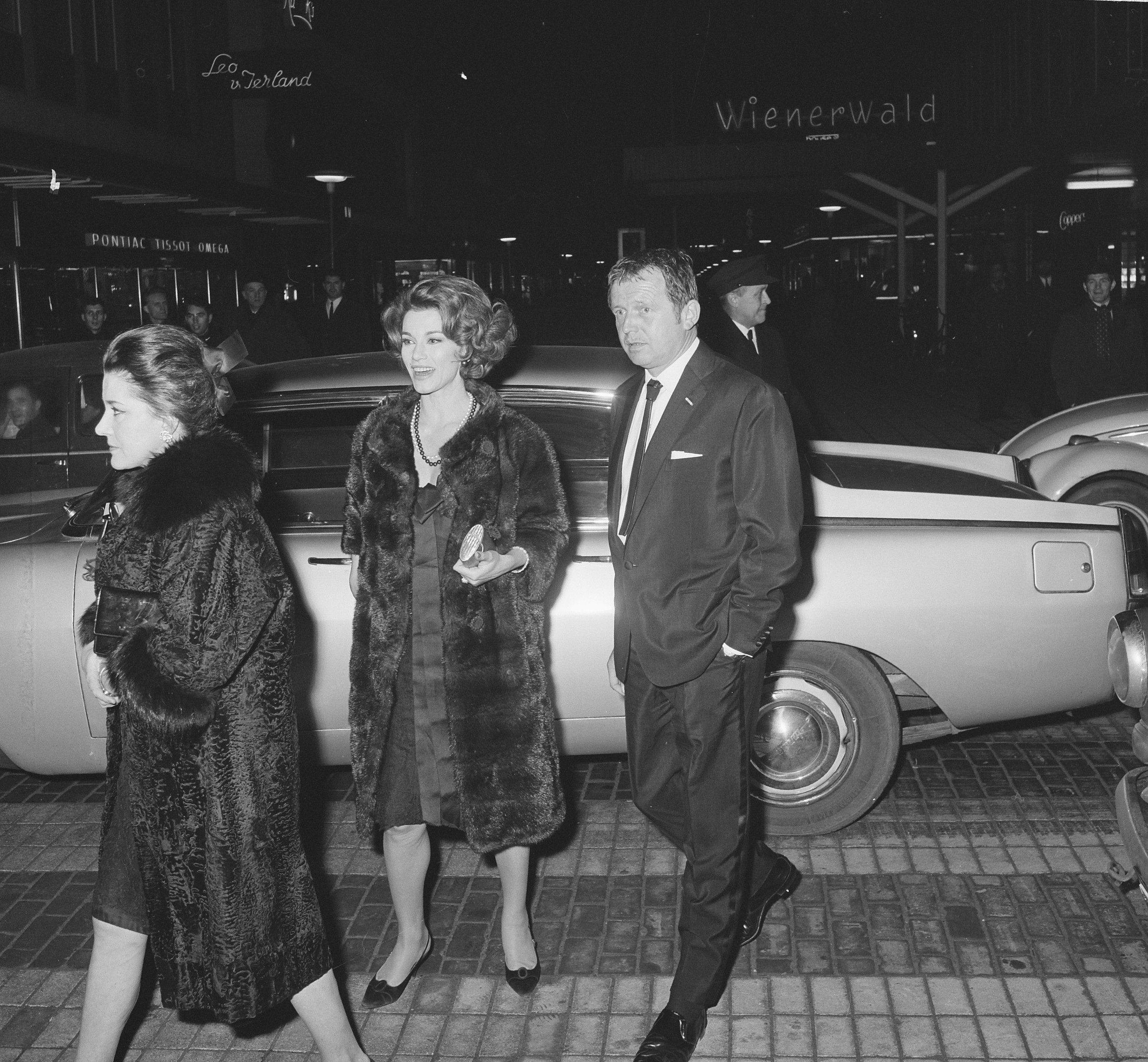
Christian met Toon Hermans in Rotterdam, bij de première van de film 10.32 in 1966

In haar jeugd wilde Christian arts worden. Na te zijn afgestudeerd van de middelbare school, leerde ze haar filmidool Errol Flynn kennen. Hij overtuigde haar een carrière in de filmindustrie te overwegen. Kort na haar aankomst in Hollywood, werd ze opgemerkt door Louis B. Mayer, die haar een contract aanbood bij MGM.
Christians filmdebuut was in 1944 met de musicalkomedie Up In Arms, samen met Danny Kaye en Dinah Shore. Dit was tevens de eerste eigen film van Danny Kaye. Na haar debuut volgden Holiday In Mexico (1946), Green Dolphin Street (1947), en Tarzan and the Mermaids (1948). In januari 1949 stond een foto van haar in Vogue. Christian was de eerste bondgirl (Vesper Lynd) in Casino Royale uit 1954.
In 1965 had zij een hoofdrol in de Nederlandse speelfilm 10.32 van Joop Landré. Christian was daarin de tegenspeler van Bob de Lange en de toen jonge Eric Schneider.
In totaal speelde Christian in 36 films mee. Haar laatste speelfilm was 10.32, maar daarna speelde ze nog in de televisiefilm Cambiamento d'aria uit 1988.

## Huwelijken en relaties
In 1949 trouwde Linda Christian met filmacteur Tyrone Power Samen kregen ze twee kinderen: actrice Taryn Power en zangeres Romina Power. In 1956 liep dit huwelijk op de klippen.
Een maand na haar scheiding van Tyrone Power, werd Christian samen gezien met de Spaanse formule 1-coureur Alfonso de Portago, die toen officieel nog getrouwd was met Carroll Petrie. Er bestaat een foto van Christian die De Portago kust voordat hij begint aan zijn deelname aan de Mille Miglia van 1957, waarin hij een fataal ongeluk kreeg. De pers noemde deze foto "de kus des doods".
Christian was in 1962 en 1963 getrouwd met acteur Edmund Purdom.
Christian en Power kregen een paar maal de kans aangeboden om samen te werken, maar sloegen dit altijd af. Een van die keren was de kans om de hoofdrollen te spelen in From Here to Eternity.